# (7633) Volodymyr
(7633) Volodymyr est un astéroïde de la ceinture principale.

## Description
(7633) Volodymyr est un astéroïde de la ceinture principale. Il fut découvert le 21 octobre 1982 à Naoutchnyï par Lioudmila Karatchkina. Il présente une orbite caractérisée par un demi-grand axe de 2,57 UA, une excentricité de 0,21 et une inclinaison de 7,0° par rapport à l'écliptique.

## Compléments